# Annette (film)
Pour les articles homonymes, voir Annette.
Pour plus de détails, voir Fiche technique et Distribution.
Annette est un drame musical franco-germano-belge, réalisé par Leos Carax, sorti en 2021. Il s'agit du sixième film du réalisateur, neuf ans après Holy Motors.
Le film suit Henry, star de stand-up, et Ann, cantatrice de renommée internationale, qui forment un couple épanoui, constamment sous le feu des projecteurs. Mais du cœur d'une tempête naît un tragique instant qui donne à leur destin et à celui d'Annette, leur fille, une orientation inattendue et spectaculaire jusqu'à ce que survienne une ultime délivrance.
Le film est présenté en ouverture et en compétition officielle au Festival de Cannes 2021. Il y remporte le prix de la mise en scène.
Il s'agit d'un des films musicaux les plus nommés de l'histoire du cinéma français. Lors de la 47e cérémonie des César, il remporte 5 César sur 11 nominations, dont celui du meilleur réalisateur pour Leos Carax,.

## Synopsis
Le film s'ouvre sur un écran noir et une annonce vocale de Leos Carax qui demande de ne faire aucun bruit durant la séance. On voit le groupe Sparks lancer le morceau So May We Start. Un plan-séquence s'entame, où l'on suit les acteurs principaux (Marion Cotillard, Adam Driver et Simon Helberg) chanter avec les Sparks. Une fois la chanson terminée et les acteurs costumés dans leurs personnages, l'histoire commence.
Henry McHenry est une star de stand-up américaine. Il vit en couple avec Ann Desfranoux, cantatrice reconnue mondialement. Le couple est constamment épié par les paparazzis. Fous amoureux l'un de l'autre, ils se marient et quelque temps plus tard ont une fille. C'est ainsi qu'Annette naît, sous la forme d'une marionnette articulée. À l'annonce de la naissance d'Annette par les médias people, le chef d'orchestre (qui accompagne Ann dans tous ses concerts) est attristé, car lui aussi est amoureux d'Ann : ensemble, ils ont eu une brève relation, peu de temps avant qu'elle rencontre Henry.
Celui-ci, pendant qu'Ann se produit à l'international, s'occupe beaucoup d'Annette. Il fait des cauchemars où il imagine la tuer, de manière grotesque (il s'assoit sur le canapé sans remarquer qu'elle est en dessous). Le temps passe et le succès sourit à Ann, tandis qu'Henry commence à connaître des problèmes dans ses stand-up. Un soir, en se produisant à Las Vegas, il se fait huer par l'auditoire, après une mauvaise blague où il affirme avoir tué Ann à coups de chatouilles. Le couple décide de partir en vacances, en croisière sur son yacht, en famille avec Annette.
Les vacances tournent très vite au drame quand le yacht se retrouve au milieu d'une tempête. Après avoir calmé sa fille effrayée, Ann cherche Henry et finit par le retrouver complètement ivre, sur le pont du yacht. Elle le supplie de rentrer à l'intérieur, mais Henry refuse et la force à danser une valse avec lui. La houle et le vent renversent le couple et Ann sombre dans l’eau où elle meurt. Henry s'enfuit sur une barque de sauvetage avec Annette et ils arrivent sur une plage déserte. Encore ivre et sous le choc de ce qui vient de se passer, il s'endort. Il voit dans ses rêves une apparition lugubre et accusatrice d’Ann, qui lui annonce qu'il pensera constamment à elle à travers Annette.
Soupçonné par la police de n'avoir pas secouru sa femme, Henry se défend en disant qu'il ne pouvait rien faire face à la tempête et qu'il devait sauver sa fille avant tout. Son innocence est déclarée, mais pour ne pas faire face à ce choc émotionnel, Henry ne cessera de se répéter à lui-même qu'il est un bon père et qu'il doit désormais consacrer son temps à Annette. Il achète alors une lampe de chevet musicale à Annette, qui se met à chanter dès que la lampe s'allume.  Henry est stupéfait : elle est un miracle, car elle arrive à chanter, bien avant même d'énoncer ses premiers mots. Il la fait alors s’endormir dans ses bras, tandis que lui n'arrive pas à trouver le sommeil, cogitant sur ce à quoi il vient d'assister.
L'accompagnateur d'Ann est désormais devenu le chef d'orchestre du plus grand orchestre de la ville, depuis qu’Ann est morte. Il brise le quatrième mur du long-métrage, en s'adressant directement aux spectateurs pour donner quelques informations sur sa situation psychologique, tout en guidant son orchestre. Il affirme qu'Ann serait fière de lui. Il soupçonne bien des choses sur sa mort et sur un autre sujet, sans énoncer lequel. Il annonce que Henry l'a invité chez lui le lendemain pour parler de l'avenir d'Annette. Il n'a jamais cessé d'aimer Ann et regrette qu'Henry soit intervenu dans sa vie, détruisant sa relation naissante avec elle.
L'accompagnateur se rend alors chez Henry, qui lui montre les talents d'Annette. Henry évoque alors son plan : ils pourraient produire Annette dans le monde entier afin de la rendre célèbre. L'accompagnateur est réticent à cette idée et dit à Henry qu'il s’agirait d'exploitation. Henry rétorque qu'il souhaite simplement récolter de l'argent afin d'assurer l'avenir de sa fille.
Il consomme alors beaucoup d'alcool et rêve sans cesse d’Ann, en apparition lugubre, qui le regarde dormir de manière menaçante. Surnommée désormais « Baby Annette », la fillette réalise son premier spectacle. Le succès est immédiat, les tournées s'enchaînent et Annette devient, comme escompté, une star mondiale. Henry sombre encore plus dans l'alcool, alors que l'accompagnateur se rapproche d’Annette, dont il s'occupe avec constance et bienveillance. 
Un soir qu'Henry délègue la garde de sa fille à l'accompagnateur pour sortir en boîte de nuit, ce dernier en profite pour jouer à la petite fille une partition de piano : We Love Each Other So Much, chanson qu'il semble connaître sur le bout des doigts, alors qu’elle se trouve être « la chanson » d'Ann et Henry.
En boîte de nuit, Henry tente de s'amuser et évoque la relation qu'il entretient avec les femmes en général. Il se demande toujours ce que les femmes peuvent bien lui trouver alors qu'il se sait détestable. De retour chez lui, Henry découvre qu'Annette sait chanter « la chanson » d’Ann et lui. Il est furieux que l'accompagnateur lui ait appris cette chanson. L'accompagnateur révèle alors que cette chanson, c’est lui qui l'avait écrite pour Ann, avec qui il avait eu une relation, juste avant qu’elle rencontre Henry. Le doute sur la paternité d'Annette est alors évoqué. Henry, pris de folie et de colère face à ce doute, noie l'accompagnateur dans la piscine. Juste avant de mourir, ce dernier annonce qu'il comprend désormais que c'est Henry qui a tué Ann.
Annette, très proche de l'accompagnateur qui, lors des tournées, a pris soin d'elle plus que son propre père, assiste au meurtre par la fenêtre. Quand Henry revient dans la chambre, elle semble traumatisée. Elle pousse par terre le cadeau de son père (la lampe) qui se brise. Henry interprète ce geste de la fillette comme une fatigue, un stress, liés à sa célébrité et il décide de mettre un terme à la carrière de sa fille, pour le bien-être de celle-ci. Il organise néanmoins un dernier concert spectaculaire avec des milliers de spectateurs. Annette, malgré la pression, refuse de chanter. Elle semble effrayée, se cachant les yeux de tous les projecteurs braqués sur elle. Elle prendra finalement la parole, pour avouer devant tout le monde que son père a tué des gens.
Henry est emmené au tribunal où il est jugé pour ses crimes. Lors de son procès, il voit Ann, comme de son vivant, se trouvant sur le balcon au-dessus de lui. Il chante pour elle, en exprimant son envie de remonter le temps et de changer son comportement. Il avoue qu'il aurait dû être heureux pour elle de sa célébrité, au lieu de se laisser manger par la jalousie et la colère. Il semble enfin reconnaître sa responsabilité dans la mort de son épouse. L'image d'Ann vivante s'efface pour laisser place à celle, lugubre, qui lui dit qu'en prison, il ne sera pas hanté par l'Ann qu'il aimait, mais par l'Ann qu'il a tuée.
Henry est maintenant en prison où il reçoit la visite d'Annette qui a bien grandi. Elle semble mal à l'aise et précise qu'elle a changé. En un battement de cils d'Henry, Annette n'est plus une marionnette, mais bel et bien une petite fille. Annette affirme que son père n'a désormais « plus rien à aimer ». Elle refuse les contacts affectueux de ce dernier. Malgré son jeune âge, elle semble mature et évoque face à son père tout ce qu'elle doit gérer de son côté. Doit-elle lui pardonner ? L'oublier ? Désormais orpheline, doit-elle tourner la page et arrêter définitivement le chant, afin d'oublier sa mère également ? Après une dernière étreinte qu'elle finit par accepter, Annette affirme toujours que son père n'a véritablement plus personne à aimer, pas même elle. Henry lui dit au revoir avec beaucoup d'émotion. Le film se conclut par une dernière image de la marionnette représentant Annette, gisant sur le sol, inerte.

## Fiche technique
Sauf indication contraire, les informations mentionnées dans cette section peuvent être confirmées par la base de données cinématographiques IMDb,  présente dans la section « Liens externes ».
- Titre original et francophone : Annette
- Réalisation : Leos Carax
- Scénario : Ron et Russell Mael
- Musique : Sparks
- Décors : Florian Sanson
- Costumes : Pascaline Chavanne et Ursula Paredes Choto
- Photographie : Caroline Champetier
- Son : Erwan Kerzanet
- Montage : Nelly Quettier
- Effets visuels : Guillaume Pondard
- Supervision musicale : Pierre-Marie Dru
- Production : Charles Gillibert, Paul-Dominique Win Vacharasinthu et Adam Driver
- Sociétés de production : CG Cinéma, Tribus P Films, Arte France Cinéma, Detailfilm, Eurospace, Kinology, Piano, Scope Pictures, et Wrong Men North
- SOFICA : Cinéaxe 2019, Cinémage 14, Cofinova 16, Indéfilms 8, Palatine Etoile 17, SG Image 2018, Sofitvciné 7
- Sociétés de distribution : UGC (France), Amazon Studios (États-Unis)
- Budget : 19 millions d'euros
- Pays d'origine :  France,  Allemagne,  Belgique
- Langue originale : anglais
- Genre : drame musical
- Durée : 140 minutes
- Dates de sortie :
  - France : 6 juillet 2021 (Festival de Cannes) ; 7 juillet 2021 (sortie nationale)
  - Suisse : 7 juillet 2021
  - Québec : 6 août 2021

## Distribution
- Adam Driver : Henry McHenry
- Marion Cotillard : Ann Defrasnoux
- Simon Helberg : le chef d'orchestre
- Devyn McDowell : Annette
- Rebecca Dyson-Smith : Jane Smith
- Rila Fukushima : une infirmière
- Laura Jansen : une infirmière
- Ron Mael : lui-même
- Russell Mael : lui-même
- Leos Carax : le producteur (caméo)
- Nastya Golubeva Carax : Nastya, la fille du producteur
- Kait Tenison : la juge
- Nino Porzio : le shérif Garoni
- Catherine Trottmann : Ann (voix chantée)[3]

## Production

### Genèse et développement
Le film est réalisé sur une idée originale du duo américain Sparks, qui en signe aussi la bande originale.
En novembre 2016, Leos Carax annonce la réalisation de son premier film en langue anglaise, avec Adam Driver, Rooney Mara et la chanteuse Rihanna en pourparlers pour y tenir les rôles principaux. Le tournage est alors prévu pour le printemps 2017. 
En mars 2017, Amazon Studios acquiert les droits du film, tandis que Mara et Rihanna se retirent du projet. Carax avait initialement envisagé Joaquin Phoenix pour incarner le personnage d’Henry McHenry ; une rencontre était prévue, mais selon Carax, l'acteur aurait été trop timide pour donner suite. En mai de la même année, Michelle Williams est choisie pour remplacer Rooney Mara, et le tournage est reprogrammé pour juillet. Toutefois, la production est interrompue, les scénaristes Ron et Russell Mael attribuant ce report aux engagements d’Adam Driver sur la saga Star Wars. 
Le tournage est finalement repoussé à l’été 2019, avec Marion Cotillard remplaçant Michelle Williams. En octobre 2019, Simon Helberg rejoint la distribution.

### Tournage
Le tournage débute en août 2019, avec des prises de vue réalisées à Los Angeles et en Belgique, notamment à Bruxelles, Bruges et Liège.  La production s'est également déroulé dans plusieurs villes allemandes, dont Münster, Cologne et Bonn. Ron et Russell Mael ont annoncé la fin du tournage en novembre 2019 via les réseaux sociaux.

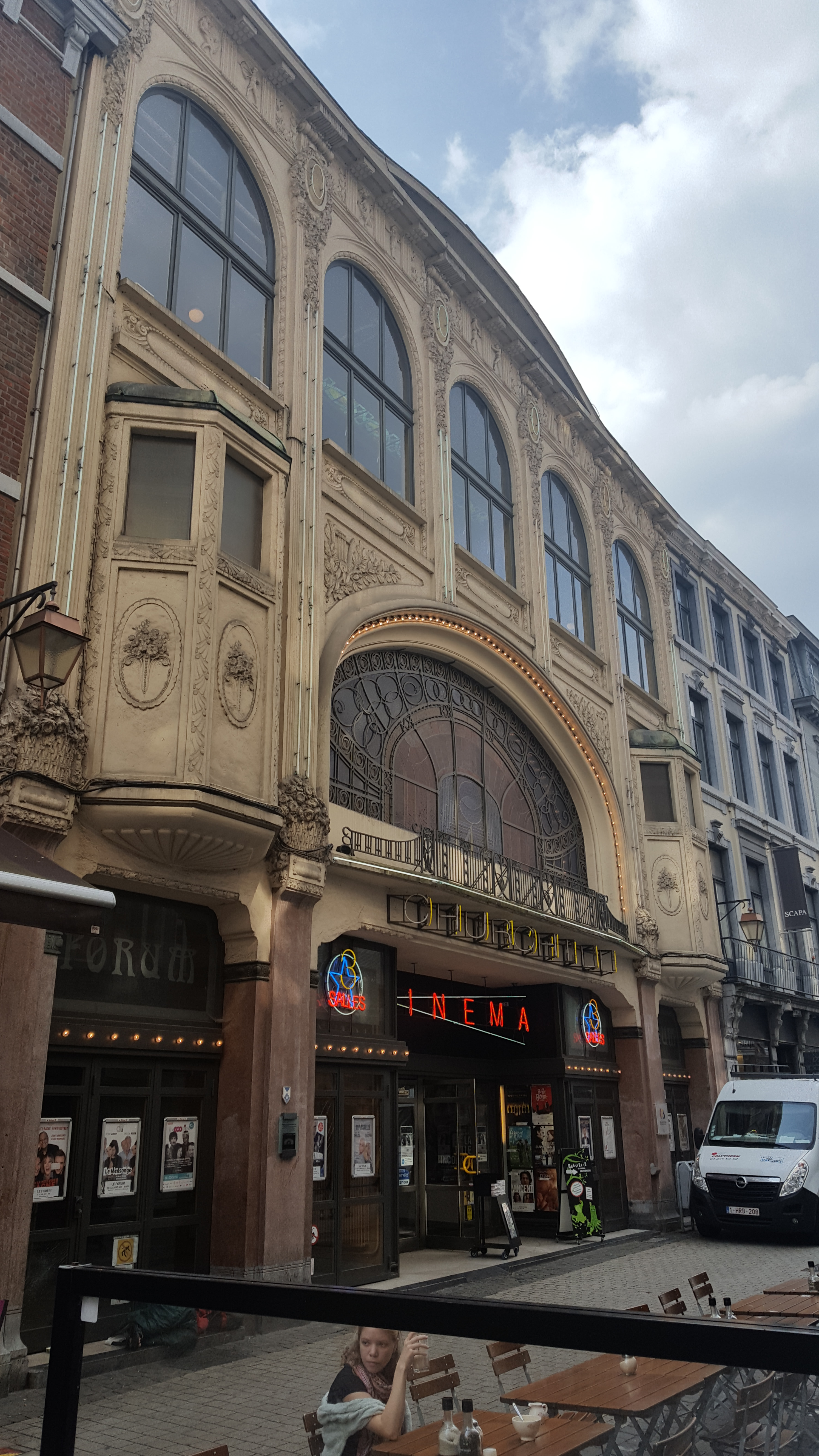
La salle du Forum à Liège, décor du spectacle du personnage d'Henry McHenry
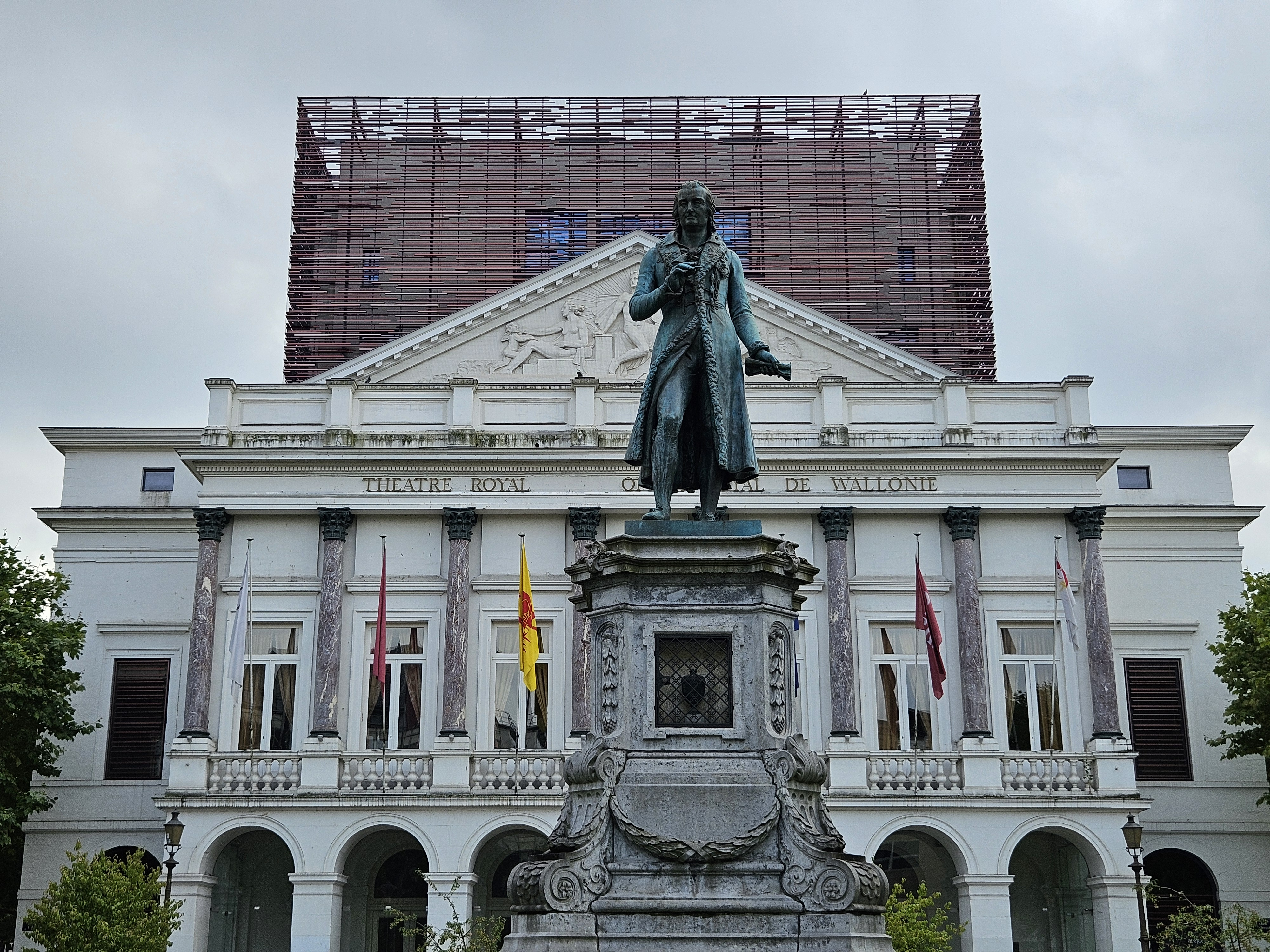
L'Opéra royal de Wallonie à Liège, où se déroule le premier spectacle d'Annette
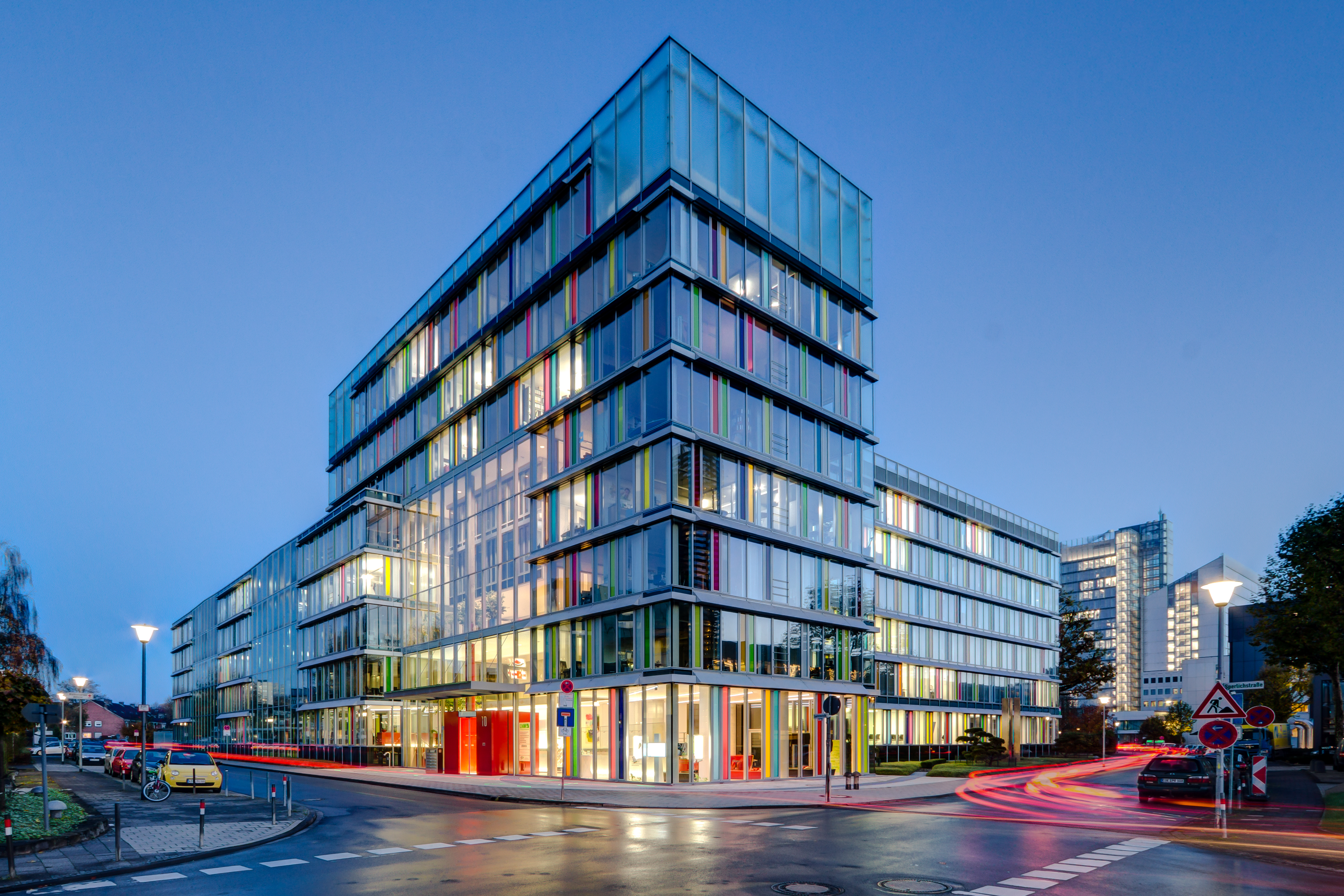
La tour de l'entreprise LVM dans la ville de Münster fait partie des décors pour le film
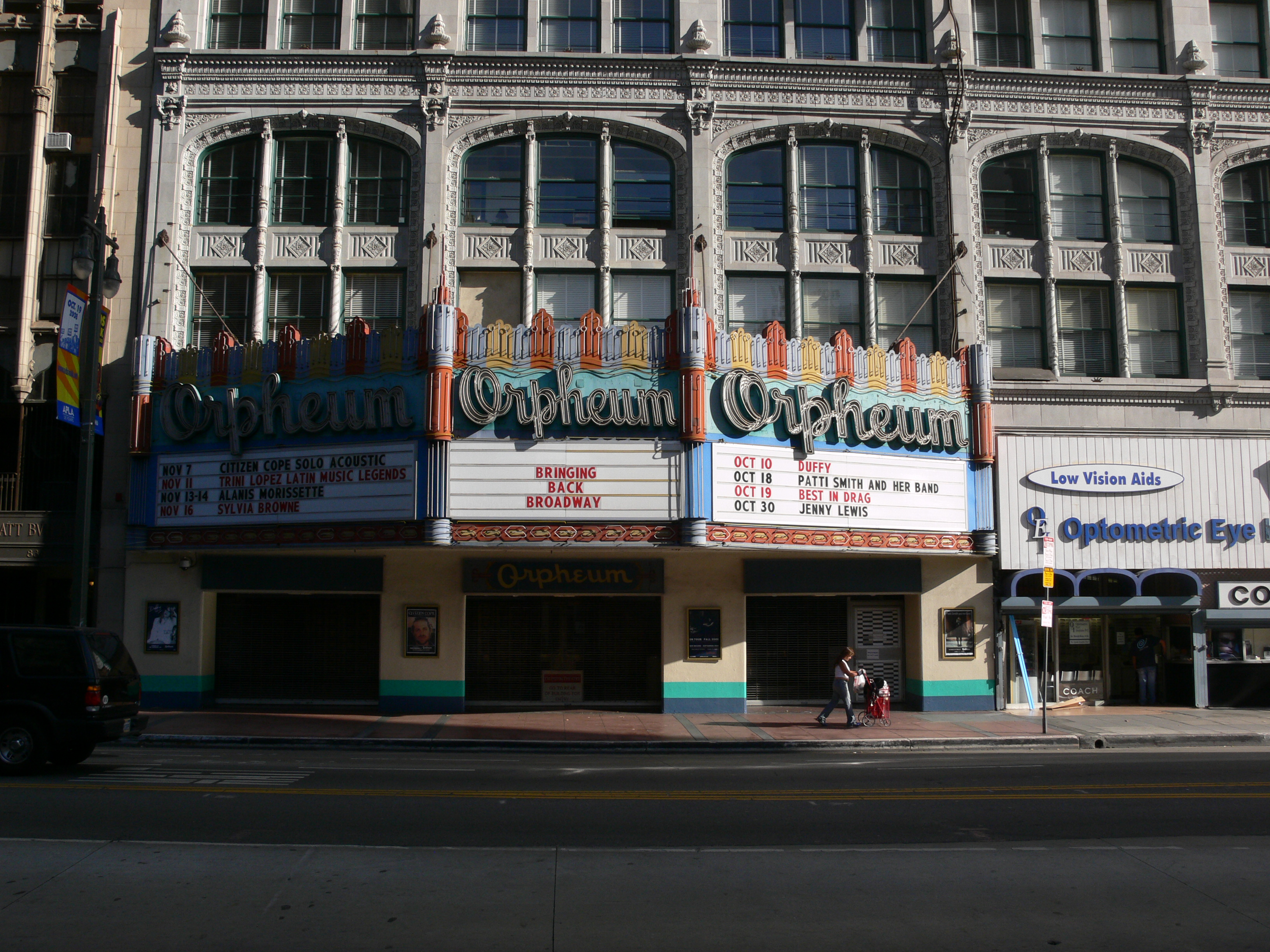
Le Orpheum Theatre à Los Angeles a également servi de décor pour le film

## Accueil

### Critique
En France, le site Allociné propose une moyenne de 3,8/5 à partir de l'interprétation de 29 critiques de presse.
À sa sortie, Annette  reçoit les faveurs de la critique. En France, Le Monde le qualifie de « chef-d'œuvre », c'est  « une comédie musicale déchirante et inspirée ». Pour la revue des Cahiers du Cinéma et Télérama, Annette est un film « flamboyant »,. Le Nouvel Obs  écrit que Annette « brille comme un soleil noir ». 
En Angleterre,  The Times le décrit comme « un anti La La Land avec des traits de Pinocchio » et le qualifie de « beau », et The Guardian le décrit comme un « foisonnement d'anxiété et d'émerveillement ».

### Box-office
Lors de sa première semaine d'exploitation en France, le film a atteint la huitième place du box office avec 98 500 entrées.
| Pays ou région | Box-office      | Date d'arrêt du box-office | Nombre de semaines |
| -------------- | --------------- | -------------------------- | ------------------ |
| France         | 283 075 entrées | 28 septembre 2021          | 12                 |
| Total mondial  | 3 688 261 $     | -                          | -                  |

## Distinctions

### Récompenses
- Festival de Cannes 2021 : Prix de la mise en scène pour Leos Carax
- Lumières 2022 :
  - Lumière de la meilleure mise en scène pour Leos Carax
  - Lumière de la meilleure image pour Caroline Champetier
  - Lumière de la meilleure musique pour les Sparks
- César 2022 : 
  - César de la meilleure réalisation
  - César du meilleur montage
  - César des meilleurs effets visuels
  - César du meilleur son
  - César de la meilleure musique originale

### Nominations
- Golden Globes 2022 : meilleure actrice dans un film musical ou une comédie pour Marion Cotillard
- Lumières 2022 : meilleur film pour Leos Carax
- César 2022 : 
  - Meilleur film
  - Meilleur acteur pour Adam Driver
  - Meilleur scénario original
  - Meilleurs costumes
  - Meilleure photographie
  - Meilleurs décors

### Sélection
- Festival de Cannes 2021 : film d'ouverture, en compétition officielle